# ICarly (serie de televisión de 2021)
iCarly es una serie de televisión web estadounidense de comedia, que sirve como el regreso de la serie original homónima de 2007 de Nickelodeon. Está protagonizada por Miranda Cosgrove, Jerry Trainor y Nathan Kress, quienes retoman sus papeles de la serie original. 
A diferencia de su antecesora, esta está dirigida a un público más adulto y sigue a Carly Shay, que ha regresado a Seattle y se muda al mismo edificio de su infancia junto a su nueva amiga Harper, y retoma su programa de internet iCarly junto a su mejor amigo Freddie. 
En julio de 2021, la serie fue renovada para una segunda temporada. En julio de 2022, la serie fue renovada para una tercera temporada, la cual se estrenó el 1 de junio de 2023. En octubre de 2023, la serie fue cancelada tras tres temporadas.

## Reparto

### Principales
- Miranda Cosgrove como Carly Shay
- Nathan Kress como Freddie Benson
- Jerry Trainor como Spencer Shay
- Laci Mosley como Harper Raines
- Jaidyn Triplett como Millicent Mitchell

### Recurrentes
- Mary Scheer como Marissa Benson[4]
- Lyric Lewis como Maeve
- Poppy Liu como Double Dutch
- Josh Plasse como Wes
- Conor Husting como Beau
- Mia Serafino como Pearl
- Josh Peck como Paul

### Invitados
- Danielle Morrow como Nora Dershlit[4]
- Reed Alexander como Nevel Papperman[4]
- Tim Russ como Director Franklin
- Doug Brochu como Duke Lubberman
- Drew Roy como Griffin
- Jeremy Rowley como Lewbert Sline
- Ryan Ochoa como Chuck Chambers
- Ethan Munck como Gewpert «Guppy» Gibson
- Greg Mullavy como el abuelo Shay
- James Maslow como Shane

## Producción
En diciembre de 2020, TVLine anunció que Paramount+ encargó el regreso de la serie, en la que participarían Cosgrove, Trainor y Kress retomando sus papeles, y que contaría con Jay Kogen y Ali Schouten como showrunners. También, que tendría una trama más adulta con respecto a la serie original. En febrero de 2021 se informó que Kogen había abandonado la producción debido a diferencias creativas con Cosgrove. En marzo, Jennette McCurdy informó que no retomaría su papel de Sam Puckett porque se había retirado de la actuación y sentía vergüenza por su carrera. El mismo mes se informó que contaría con 13 episodios, y que transcurre algunos años después del final de sexta y última temporada de la serie original. También, que el episodio piloto fue dirigido por Phill Lewis y escrito por Kogen y Schouten. En mayo, se anunció que la serie se estrenaría el 17 de junio de 2021, y el 1 de junio se lanzó el tráiler. A diferencia de la serie original que fue producida por Schneider's Bakery, esta serie está producida por Museum Visit junto con Nickelodeon, con Cosgrove y Schouten como productoras ejecutivas y Trainor junto con Alissa Vradenburg como productores. El 15 de julio de 2021, Paramount+ renovó la serie para una segunda temporada. El 27 de julio de 2022, Paramount+ renovó la serie para una tercera temporada. El 4 de octubre de 2023, Paramount+ canceló la serie tras tres temporadas.

### Rodaje
El rodaje inició en marzo de 2021 en Los Ángeles.

### Casting
En marzo de 2021 se reveló que Laci Mosley interpretaría a Harper Raines, la mejor amiga y compañera de habitación de Carly, y Jaidyn Triplett a Millicent Benson, la hijastra de Freddie y experta en redes sociales.

## Episodios
| Temporada | Temporada | Episodios | Episodios | Lanzamiento original | Lanzamiento original |
| Temporada | Temporada | Episodios | Episodios | Primera emisión      | Última emisión       |
| --------- | --------- | --------- | --------- | -------------------- | -------------------- |
|           | 1         | 13        | 13        | 17 de junio de 2021  | 26 de agosto de 2021 |
|           | 2         | 10        | 10        | 8 de abril de 2022   | 3 de junio de 2022   |
|           | 3         | 10        | 10        | 1 de junio de 2023   | 27 de julio de 2023  |

### Temporada 1 (2021)
| N.º en serie | N.º en temp. | Título                           | Dirigido por         | Escrito por                              | Fecha de lanzamiento original | Código de prod. |
| --- | ------------ | -------------------------------- | -------------------- | ---------------------------------------- | ----------------------------- | --------------- |
| 1 | 1            | «iStart Over»                    | Phill Lewis          | Ali Schouten y Jay Kogen                 | 17 de junio de 2021           | 101             |
| Carly se ha mudado a Seattle y vive en el mismo edificio con su nueva amiga, Harper. Spencer se ha hecho rico después de crear accidentalmente una escultura que invita a la reflexión. Después de su segundo divorcio y una empresa tecnológica fallida, Freddie ha vuelto a vivir junto a su madre con una hijastra adoptiva, Millicent. Carly espera que su novio le pida que comience un webshow con ella, pero de pronto queda devastada al ver que su novio le pidió que terminaran. Después de caer en una depresión, intenta vengarse de su ex iniciando su propio webshow; por lo que Freddie sugiere que reviva iCarly. Mientras Sam persigue su sueño de estar con una pandilla de motociclistas llamada los Obliterators, Carly se convierte en la única anfitriona de iCarly y reinicia el webshow, pero para adultos, y recibe críticas entusiastas y una gran audiencia. |              |                                  |                      |                                          |                               |                 |
| 2 | 2            | «iHate Carly»                    | Jean Sagal           | Steve Armogida y Jim Armogida            | 17 de junio de 2021           | 102             |
| Mientras intenta rastrear la identidad de uno de sus enemigos, Carly sale con un hombre que supuestamente nunca ha visto su webshow, pero se horroriza al saber que en realidad es un acosador y que odia a iCarly. Mientras tanto, Spencer se ciega accidentalmente con gas pimienta y le pide a Freddie que lo ayude en sus actividades diarias. |              |                                  |                      |                                          |                               |                 |
| 3 | 3            | «iFauxpologize»                  | Jean Sagal           | Nasser Samara                            | 17 de junio de 2021           | 103             |
| Carly decide comenzar a publicar memes sobre su programa en las redes sociales. Uno de los memes es Carly mirando disgustada por una albóndiga, con el arte de Spencer en la imagen también, pero rápidamente se malinterpreta y la gente comienza a pensar que a Carly no le gusta el arte de Spencer. Spencer no está contento con lo que la gente pensaba sobre su obra de arte. Entonces, Carly tiene la idea de promover la obra de arte de Spencer transmitiendo en vivo su muestra de arte, para que la perspectiva de la gente sobre su obra de arte cambie. |              |                                  |                      |                                          |                               |                 |
| 4 | 4            | «iGotYourBack»                   | Phill Lewis          | Danny Fernandez                          | 24 de junio de 2021           | 104             |
| Después de solicitar la ayuda de Harper para un evento de alfombra roja, Carly comienza a dudar de que Harper comprenda sus mejores intereses y cuestiona su amistad. |              |                                  |                      |                                          |                               |                 |
| 5 | 5            | «iRobot Wedding»                 | Anthony Rich         | Kate Stayman-London                      | 1 de julio de 2021            | 105             |
| La némesis de Carly, Nevel, invita al grupo a su boda, pero Carly sospecha que la novia no es lo que dice ser. Harper y Spencer apuestan sobre quién puede obtener la mayor cantidad de números de teléfono en la boda. |              |                                  |                      |                                          |                               |                 |
| 6 | 6            | «iM Cursed»                      | Anthony Rich         | Clay Lapari                              | 8 de julio de 2021            | 106             |
| Habiendo creído durante mucho tiempo que su cumpleaños estaba maldito, Carly siempre pasa el día sola en casa como medida de precaución. Cuando el director Franklin entrega cartas que Carly y Freddie les escribieron en el futuro, Carly decide correr más riesgos mientras Freddie intenta recuperar su juventud. Spencer le ofrece a Carly una fiesta sorpresa de cumpleaños número 27, mientras que Harper se queda estupefacta cuando conoce a su ídolo. |              |                                  |                      |                                          |                               |                 |
| 7 | 7            | «iNeed Space»                    | Anthony Rich         | Franchesca Ramsey                        | 15 de julio de 2021           | 107             |
| Después de que Harper y Carly luchan por trabajar en el mismo apartamento, la nueva novia de Spencer, Argenthina, les presenta su empresa LeapIn, que ofrece espacios de trabajo compartidos para mujeres. Sospechando de su ambiente de culto, Carly se horroriza al descubrir que Argenthina está espiando a los miembros de LeapIn y vendiendo sus datos con fines de lucro. Mientras tanto, Millicent se une a las Sunshine Girls, pero convierte a los otros niños en trabajadores para su propia empresa lucrativa. |              |                                  |                      |                                          |                               |                 |
| 8 | 8            | «iLove Gwen»                     | Morenike Joela Evans | Korama Danquah                           | 22 de julio de 2021           | 108             |
| Cuando Gwen, la exesposa de Freddie, viene a buscar a Millicent, Carly cree que Freddie y Gwen volverán a estar juntos. Entonces, ella y Millicent se unen para que esto suceda durante el juego de Millicent de Romeo y Julieta. Mientras tanto, Spencer y Harper compiten en la obra por un premio. Spencer tiene que hacer un decorado para la escena, mientras que Harper tiene que hacer disfraces para los personajes. |              |                                  |                      |                                          |                               |                 |
| 9 | 9            | «iMLM»                           | Anthony Rich         | Esther Povitsky                          | 29 de julio de 2021           | 109             |
| Un nuevo suplemento en polvo parece tener beneficios instantáneos para el grupo, pero la devoción de Freddie por el producto pone en riesgo su futuro después de que Carly descubre que se trata de una estafa de marketing multinivel. |              |                                  |                      |                                          |                               |                 |
| 10 | 10           | «iTake a Girls Trip»             | Morenike Joela Evans | Sarah Jane Cunningham y Suzie V. Freeman | 5 de agosto de 2021           | 110             |
| El viaje de las chicas de Carly se desmorona en el último minuto, dejándola para hacer el viaje sola con Freddie. Los dos terminan en situaciones incómodas en la suite de luna de miel del hotel, especialmente cuando la amiga de Carly, Brooke, aparece y propone un trío. Mientras tanto, Spencer se enamora de la prima perdida de Harper, Maeve. |              |                                  |                      |                                          |                               |                 |
| 11 | 11           | «iCan Fix it Myself»             | Nathan Kress         | Jordan Mitchell                          | 12 de agosto de 2021          | 111             |
| Carly visita a un mecánico de automóviles con la esperanza de reparar su automóvil, pero se opone a pagar una gran cantidad de dinero por las reparaciones del automóvil. Entonces, se le ocurre la idea de asistir a una clase de mecánica automotriz y aprender a reparar el auto por su cuenta, lo que conduce a un desastre. Mientras tanto, Maeve le dice a Spencer que ella fingió su incidente de secuestro y los dos intentan averiguar cómo pueden darle la noticia a Harper. |              |                                  |                      |                                          |                               |                 |
| 12 | 12           | «iThrow a Flawless Dinner Party» | Phill Lewis          | Jacques Mouledoux                        | 19 de agosto de 2021          | 112             |
| Carly intenta preparar la cena para su cita con Wes y su abuela, especialmente después de que le desagrada Carly. Mientras tanto, Harper se ocupa de los problemas laborales con su cliente, Double Dutch; y Spencer y Maeve deciden terminar su relación. |              |                                  |                      |                                          |                               |                 |
| 13 | 13           | «iReturn to Webicon»             | Phill Lewis          | Ali Schouten                             | 26 de agosto de 2021          | 113             |
| Carly y sus amigos se dirigen a una isla apartada para celebrar el premio a la trayectoria de Carly en Webicon, solo para descubrir que no tienen alojamiento y que la única otra persona es el exnovio de Carly, Beau. Mientras están en la isla, Millicent y Spencer ayudan a Freddie deprimido a presentarle una nueva idea a Beau, y Harper y Dutch admiten sus sentimientos románticos el uno por el otro. Wes y Beau le confiesan sus sentimientos a Carly, pero un helicóptero los salva de la isla antes de que ella les revele con quién ha elegido estar. |              |                                  |                      |                                          |                               |                 |

### Temporada 2 (2022)
| N.º en serie | N.º en temp. | Título                                   | Dirigido por         | Escrito por         | Fecha de lanzamiento original | Código de prod. |
| --- | ------------ | ---------------------------------------- | -------------------- | ------------------- | ----------------------------- | --------------- |
| 14 | 1            | «iGuess Everyone Just Hates Me Now»      | Phill Lewis          | Ali Schouten        | 8 de abril de 2022            | 201             |
| Después de los eventos del episodio anterior, Carly ha dejado tanto a Beau como a Wes, quienes comenzaron un canal juntos. Internet comienza a odiar a Carly después de que Beau y Wes la llaman la "Reina del Hielo". Después de que una entrevista con ellos en su canal se vuelve incómoda, Carly finge tener una relación con Freddie, quien le sigue el juego. Como resultado, los fanáticos los siguen, aunque Freddie pronto se enamora de su terapeuta animal Pearl. Mientras tanto, Spencer planea una fiesta de lanzamiento de la aplicación para perros de terapia de Freddie, y Harper intenta cuidar al perro de Double Dutch, Kevin. |              |                                          |                      |                     |                               |                 |
| 15 | 2            | «iObject, Lewbert!»                      | Phill Lewis          | Danny Fernandez     | 8 de abril de 2022            | 205             |
| Carly, Freddie y Spencer son convocados a la corte por su ex portero Lewbert Sline (Jeremy Rowley), por las lesiones que sufrió en el programa web original de Carly. También trae a Guppy, el hermano menor de Gibby, y al archienemigo de Spencer, Chuck Chambers, para hacer que Carly y Freddie parezcan culpables, pero Carly finalmente descubre que fingió el caso judicial para vengarse de ella. Mientras tanto, Millicent intenta vincularse con Harper. |              |                                          |                      |                     |                               |                 |
| 16 | 3            | «i'M Wild and Crazy»                     | Melissa Joan Hart    | Jonathan Fener      | 15 de abril de 2022           | 202             |
| Después de un juego de Yo nunca, Carly teme que su vida se vuelva aburrida y organiza una salida nocturna con Harper. Mientras tanto, Spencer encuentra a Freddie un espacio de oficina para su aplicación en el antiguo lugar de Groovy Smoothie. |              |                                          |                      |                     |                               |                 |
| 17 | 4            | «iHire a New Assistant»                  | Phill Lewis          | Heather Flanders    | 22 de abril de 2022           | 203             |
| Carly decide contratar a su abuelo como su asistente para pasar tiempo con él, solo para convertirse en su asistente. Mientras tanto, Harper se horroriza cuando se da cuenta de que Freddie y ella son una pareja perfecta debido a su carta natal. |              |                                          |                      |                     |                               |                 |
| 18 | 5            | «iCupid»                                 | Anthony Rich         | Eliot Glazer        | 29 de abril de 2022           | 204             |
| Después de sentirse culpable porque Spencer tuvo que poner su vida personal en espera para criarla, Carly decide contratar a McKenna, una casamentera de televisión, para encontrar la pareja perfecta para su hermano. Sin embargo, termina enamorándose de McKenna, quien no está convencida de que Spencer sea su tipo. Mientras tanto, a medida que la relación de Freddie con Pearl se vuelve más seria, busca poner cierta distancia entre él y su madre y decide mudarse. |              |                                          |                      |                     |                               |                 |
| 19 | 6            | «iBuild a Team»                          | Nathan Kress         | Michael Hobert      | 6 de mayo de 2022             | 206             |
| Carly contrata a un director llamado Paul, a quien conoció en Italia, para que la ayude a mejorar su canal. Sin embargo, Freddie y Paul no se llevan muy bien, lo que hace que Carly los lleve a una sala de escape para tratar de resolver sus diferencias. Mientras tanto, Spencer intenta impresionar a un duro crítico gastronómico con su nuevo restaurante. |              |                                          |                      |                     |                               |                 |
| 20 | 7            | «iDragged Him»                           | Melissa Joan Hart    | Kate Stayman-London | 13 de mayo de 2022            | 207             |
| Carly y Spencer tienen la oportunidad de audicionar juntos para un programa de competencia de aventuras de realidad, pero Spencer se vuelve demasiado competitivo y, por lo tanto, crea tensión entre los hermanos. Mientras tanto, Harper diseña a un grupo de drag queens mientras Freddie ayuda a Millicent con su torneo Modelo de Naciones Unidas. |              |                                          |                      |                     |                               |                 |
| 21 | 8            | «i'M a USA Bae»                          | Morenike Joela Evans | Clay Lapari         | 20 de mayo de 2022            | 208             |
| Carly se emociona cuando la eligen para diseñarla para una popular marca de muñecas. Sin embargo, cuando la compañía retrata una mala imagen de ella, comienza a cuestionar qué imagen debe dar a sus aficionados. Mientras tanto, Harper se siente atraída por el dueño de la tienda de muñecas y Freddie comienza a pensar que él y Pearl están teniendo problemas con su relación. |              |                                          |                      |                     |                               |                 |
| 22 | 9            | «iHit Something»                         | Nathan Kress         | Korama Danquah      | 27 de mayo de 2022            | 209             |
| Sintiéndose humillada después de caer en una broma, Carly se pone en contacto con una persona influyente llamada Sunny que puede ayudarla a controlar su ira, pero la presentan a un club de lucha clandestino para personas influyentes. Mientras tanto, Freddie y Spencer ayudan a Millicent después de que la emparejan con su enamorado Derek para un proyecto escolar. |              |                                          |                      |                     |                               |                 |
| 23 | 10           | «iThrow a Flawless Murder Mystery Party» | Morenike Joela Evans | Jacques Mouledoux   | 3 de junio de 2022            | 210             |
| Se acerca el cumpleaños de Freddie y Carly termina preparando la mayor parte de la fiesta después de que Pearl revela que no sabe mucho sobre sus intereses. Durante la fiesta, sin embargo, comienzan a surgir indicios de que Carly y Freddie pueden gustarse, lo que incomoda a Pearl y finalmente sale corriendo de la habitación. Mientras tanto, Spencer y Harper intentan irse temprano de la fiesta para llegar a las fechas, y Marissa intenta vincularse con Millicent, quien está distraída por su nueva relación con Derek. |              |                                          |                      |                     |                               |                 |

### Temporada 3 (2023)
| N.º en serie | N.º en temp. | Título                       | Dirigido por         | Escrito por                          | Fecha de lanzamiento original | Código de prod. |
| ------------ | ------------ | ---------------------------- | -------------------- | ------------------------------------ | ----------------------------- | --------------- |
| 24           | 1            | «iBuckled»                   | Phill Lewis          | Ali Schouten-Seeks                   | 1 de junio de 2023            | 301             |
| 25           | 2            | «iLove Your Shoes»           | Phill Lewis          | Erica Montolfo-Bura                  | 1 de junio de 2023            | 302             |
| 26           | 3            | «iMake New Memories»         | Anthony Rich         | Kate Stayman-London                  | 8 de junio de 2023            | 303             |
| 27           | 4            | «iGo Public»                 | Morenike Joela Evans | Dave Malkoff                         | 15 de junio de 2023           | 304             |
| 28           | 5            | «iFaked It»                  | Nathan Kress         | Julia Ahumada Grob                   | 22 de junio de 2023           | 305             |
| 29           | 6            | «iReunited and it Felt Okay» | Phill Lewis          | Eliot Glazer                         | 29 de junio de 2023           | 306             |
| 30           | 7            | «iGo to Toledo»              | Nathan Kress         | Nasser Samara                        | 6 de julio de 2023            | 307             |
| 31           | 8            | «iCause a Cat-astrophe»      | Jerry Trainor        | Harry Hannigan                       | 13 de julio de 2023           | 308             |
| 32           | 9            | «iCreate a New Ecosystem»    | Phill Lewis          | Aydrea Walden                        | 20 de julio de 2023           | 309             |
| 33           | 10           | «iHave a Proposal»           | Phill Lewis          | Melanie Kirschbaum y Alexandra Decas | 27 de julio de 2023           | 310             |

## Estreno
Los primeros 3 episodios se estrenaron el 17 de junio de 2021 en los Estados Unidos y Canadá, y los 10 restantes serán estrenados semanalmente. En Latinoamérica, se estrenó a partir del 30 de julio de 2021.
En España se lanzó el 28 de febrero de 2023 a través de SkyShowtime que se lanzó en esta misma fecha, aunque la serie todavía está en inglés.